# Giovanni Boselli Sforza
Giovanni Boselli Sforza (Asmara, 29 aprile 1924 – Roma, 24 giugno 2007) è stato un fumettista e illustratore italiano.

## Biografia
Nato in Eritrea, allora colonia italiana, si trasferì con la famiglia a Roma all'età di dieci anni; mentre studia per diventare ingegnere, si appassionò al disegno iniziando a collaborare con varie riviste satiriche come Marc'Aurelio, L'Umorista e Don Basiglio pubblicando vignette e illustrazioni. Nel dopoguerra crea personaggi suoi come "Joe Felix", edito nella collana Albi del Quadrifoglio della Casa Editrice Centrale, oltre a illustrare libri per bambini e collabora come illustratore per diversi editori romani.
Nel Pioniere dal 1951 al 1954 furono pubblicati i seguenti suoi racconti: Tartarino - Sor Gervaso, zio Faustino e Calimero - Il debutto di Charlot - Figli dalla Cina - La tigre sacra e Il cavaliere dell'Umanità.
Negli anni sessanta, anche con lo pseudonimo Ellis, realizza anche serie a fumetti realistiche; a fine anni sessanta iniziò anche una lunga collaborazione con la rivista per bambini Il Giornalino, edito dalle Edizioni Paoline, ideando diverse serie di fumetti come "Susy la Rossa" (1969) e "Gec Sparaspara" insieme a Mario Basari (1970); sempre con Basari realizzò le serie  "Zia Rapunzia" e "Pachito Olé"; con Corrado Blasetti realizzò invece negli anni settanta e ottanta le serie Bellocchio e Leccamuffo (1970), Signor Beniamino (1972), Dodo & Cocco (1986) e Quelli del West (1988). Nel 1995, con Giuseppe Ramello realizza la serie "Topo Leonardo".
Morì a Roma il 24 giugno 2007.